# 蔡明紹
蔡明紹（英語：Matthew Chadwick；1990年7月12日—），舊名李文豪，被馬迷暱稱為「神童蔡」、「蔡仔」、「紹仔」，是香港賽馬會所屬自由身騎師，曾跟隨隸屬練馬師告東尼學藝。他堪稱香港「馬壇神童」，現時他在一般讓磅賽事不獲讓磅優惠。

## 幼年
蔡明紹是中英華裔混血華人騎師的香港人，出生於香港，於四個月大成為孤兒，被英國裔居港Chadwick家庭收養，他的母語是英語，中文方面則不太靈光，他的父母是英國人。八歲時與家人於新加坡旅行首次騎馬，自此就開始喜歡騎馬。於完成國際學校中四讀程後，決定當騎師，並加入香港賽馬會接受訓練。於當時學員申請報時比原定截止報名日期較遲，但最終香港賽馬會接納了他的申請。

## 騎師生涯

### 澳洲實習
蔡明紹於澳洲黃金海岸跟隨Maryann Thexton實習。2008年5月17日首次於出賽，並獲得4公斤的讓磅，於澳洲出賽237場總共贏得26場頭馬，25次亞軍及25次季軍。6月22日在利斯莫爾馬場僅策騎四匹馬均全部取勝的佳績。
於蔡明紹正式於香港出賽前，以私人理由將譯名由李文豪改為蔡明紹，他被分配到跟隨隸屬練馬師告東尼馬房指導。香港賽馬會宣佈於蔡明紹可於2008年12月15日起出賽。由於12月17日是跑馬地馬場賽事，而馬會規定初出道見習生未能於跑馬地賽馬策騎，蔡明紹於12月20日正式於沙田馬場出道。

### 香港出賽

#### 2008/2009年度馬季

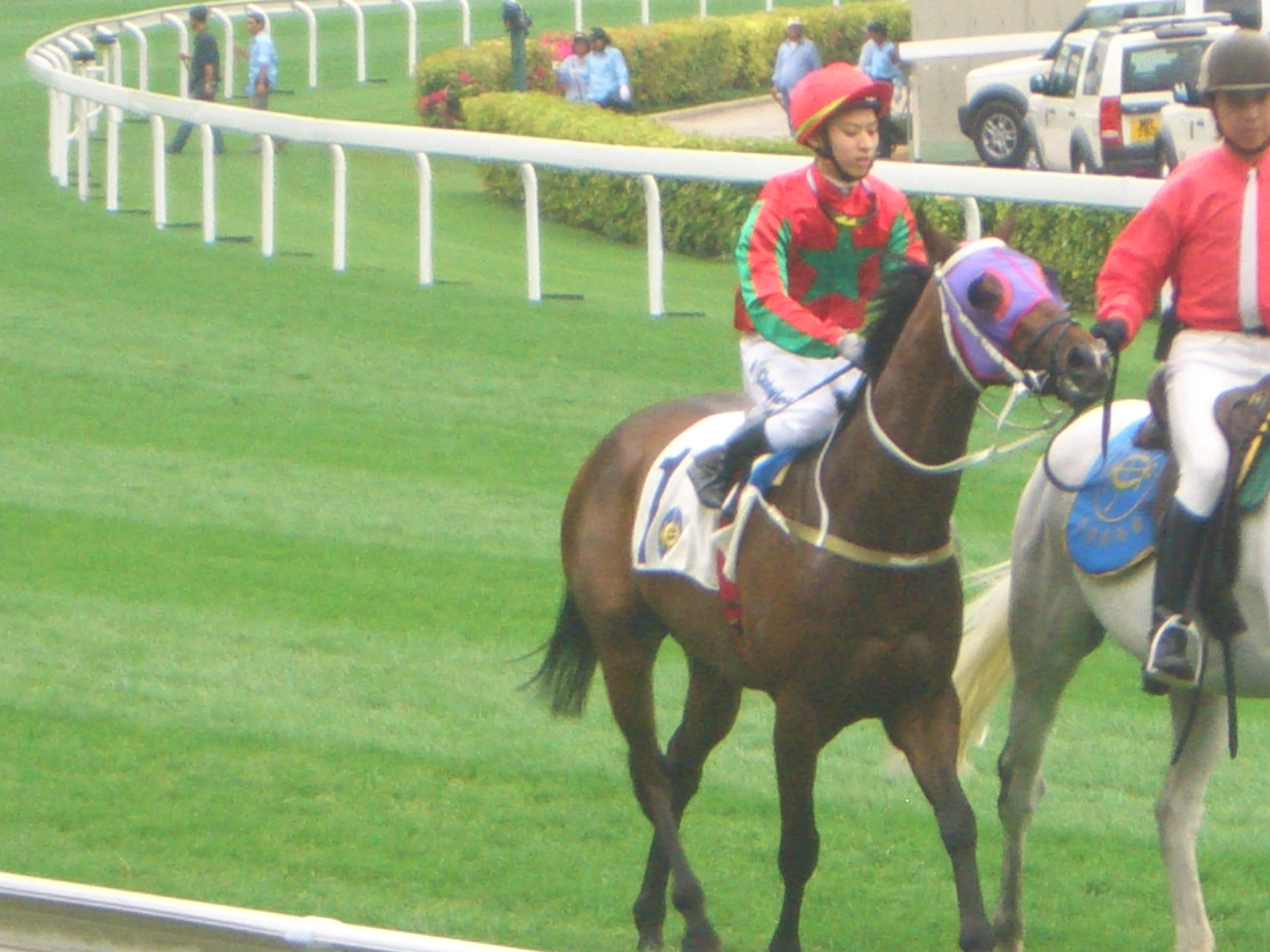
蔡明紹策騎喜蓮精英取得勝利。

2008年12月20日，蔡明紹於香港的第一次賽事，於第四場憑「稻庭烏冬」取得第三，然後在第八場在第二班賽事憑「威利來」取得在港第一場頭馬。在當天僅策騎三場已經取得1冠1季的佳績。在12月28日憑「歡樂滿堂」及「帝聖名駒」首次在港同一天內取得兩場勝利。
2009年2月25日起，蔡明紹獲准在跑馬地策騎出賽。
2009年3月22日，蔡明紹於沙田馬場第七場賽事憑策騎「確叻星」勝出其在港第20場頭馬，使他日後在一般讓磅賽事獲減至讓7磅優惠。當日，蔡明紹連贏三場比賽，並首次成爲騎師王。
2009年5月1日，蔡明紹首次在分級賽取得座騎，於第一場三級賽皇太后紀念盃策騎「真龍船」起步後過早發力只得第十，後來在二級賽短途錦標憑「帝聖龍駒」取得亞軍，並且在影相判斷後僅敗於最佳短途馬「蓮華生輝」一馬鼻位。
2009年5月21日跑馬地賽事中，第七場策騎「萬事喜」，在轉最後一個彎位時馬匹失足墮馬，一度送院檢查，幸證實沒有大礙，在5月31日復賽。
蔡明紹在跑馬地比賽中，雖然有不錯表現，但一直都未能替告東尼訓練的馬匹取勝，終於在6月3日策騎歡騰取得勝利。在6月13日賽事取得兩場頭馬後，追平鄭雨滇在見習騎師時代單季勝出最多頭馬的紀錄，蔡明紹在6月21日策騎「赤膽雄威」勝出而打破紀錄，曾一度進佔騎師榜的第三位，但季尾潘頓發力，在煞科日同樣取得43場頭馬，潘頓以較多的亞軍壓過蔡明紹，最終在騎師榜排行第四。

#### 2009/2010年度馬季

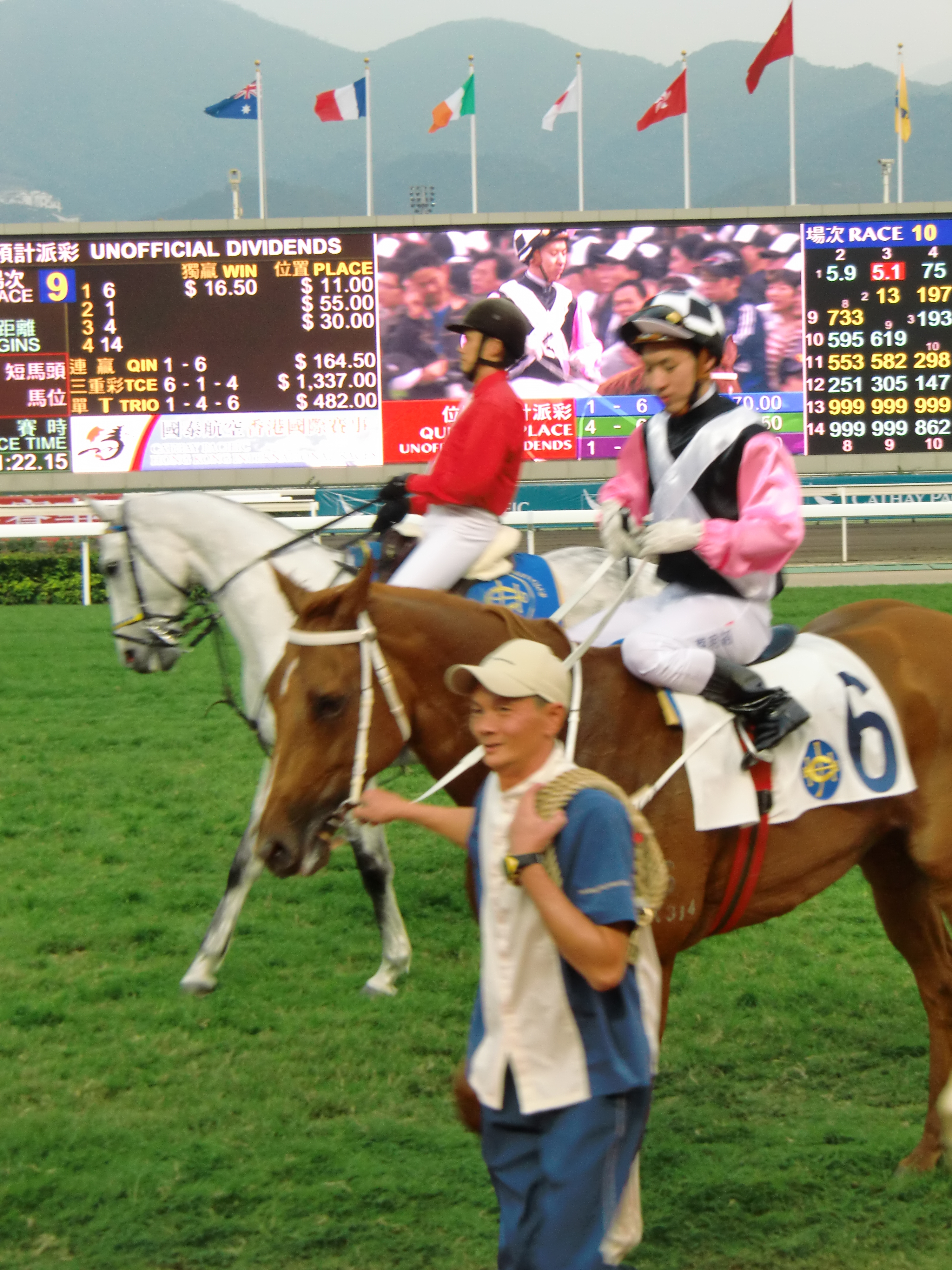
蔡明紹策騎締造美麗在12月13日賽事中取勝。

蔡明紹將會在夏季參與澳洲費明頓馬場舉行的亞洲見習騎師挑戰賽，在三場賽事中第四、第五及第六各一，在七名參賽騎師中取得第六。在9月13日告東尼提供所有座騎給蔡明紹策騎，給果憑不言而喻、同歡笑及尚兄連中三元。
2009年9月13日，蔡明紹於沙田馬場第六場賽事憑策騎「同歡笑」勝出其在港第45場頭馬，使他日後在一般讓磅賽事獲減至讓5磅優惠。
2009年10月1日，在三級賽國慶盃中，蔡明紹獲策騎一級賽冠軍再領風騷，雖然在賽事馬匹起步緩慢，加上在直路內閃，需要控制馬匹再能發力，但仍力壓友誼至上及火箭動力勝出。蔡明紹於十月十一日的賽事第三場賽事中策騎駿綵時墮馬，其後座騎全部易配。至10月25日馬會批准他復賽。在復出前一個賽馬日，蔡明紹在騎師榜的領先優勢被柏寶超越。
蔡明紹傷癒復出後未能在短時間取勝，多次策騎機會馬失去勝出機會，終於在11月18日憑滙名燈取得復出後的首勝，同日贏出牛精富星及超新星連中三元。
由於在兩個馬季均有優異表現，香港賽馬事破格邀請仍是見習騎師的他出戰12月9日舉行的國際騎師錦標賽。在比賽中，取得一場亞季及一場季軍，總成績排行第四（但前三名為三冠軍）。
2010年1月1日策騎再領風騷角逐華商會挑戰盃，最終馬匹受到新力勁的挑戰，兩馬幾乎同時過終點。最終以鼻位險勝對手。
2010年1月10日，蔡明紹於沙田馬場第二場賽事憑策騎「萬事佳」勝出其在港第70場頭馬，正式成爲自由身騎師，使他日後在一般讓磅賽事獲減至讓3磅優惠。不過，蔡明紹同日在騎師榜被韋達追過以及被罰停四個香港賽馬日，並為策騎香港經典一哩賽決定延遲停賽。1月24日策騎快人快語，首次角逐香港一級賽，結果以第七名完成。
在3月，蔡明紹有一個小低潮，只勝出三場賽事，他受到哮喘困擾。當中在3月25日在三班泥地賽策騎一定快的領放戰術受到批評，在該賽事只能跑第四而回。
4月17日在澳門氹仔馬場澳港盃策騎羅馬，此外亦會在澳門打吡策騎評分第三高的馬匹紫電風雷，最終兩駒均落第而回，只在一場班次較低的賽事跑第三。4月25日在冠軍一哩賽策騎締造美麗，結果締造美麗後段一度被困，幸好能夠望空後上跑第三而回。
5月30日在一級賽香港冠軍暨遮打盃策騎威利旺旺獲得亞軍。6月2日在一班賽事策騎牛精巨星，雖然在一檔起步，但卻因為走勢不穩走出外疊，遭到馬評家批評，而被競賽小組盤問後亦提醒蔡明紹未達到其水平的騎師之水準。馬季結束前，蔡明紹的騎師榜季軍遭到勞愛德、潘頓、鄭雨滇以及白德民的挑戰。結果潘頓和蔡明紹同樣取得48場頭馬，但潘頓有較多的亞軍，蔡明紹再次在騎師榜排行第四。

#### 2010/2011年度馬季

加州萬里

蔡明紹9月5日第一個賽馬日，憑讚賞勝出第三班賽事取得季內第一場勝利。
2010年10月1日，蔡明紹於沙田馬場第十場賽事憑策騎「金堡龍華」勝出其在港第95場頭馬，使他日後在一般讓磅賽事獲減至讓2磅優惠。
由於韋達放棄代表香港角逐世界超級騎師大賽，日本中央競馬會改為邀請蔡明紹。在東京競馬場舉行的世界超級騎師大賽中，在首關錯過策騎大熱門取勝的機會，在第二關憑Goldilock跑第五，蔡明紹在三關賽事總分取得15分，在15名騎師中以第十名完成。
2月16日蔡明紹在第三班1800米賽事策騎「威力高」，由練馬師伍碧權指示蔡明紹為馬匹尋找遮擋，但他沒聽從，讓馬匹帶出，結果馬匹直路乏力，幾乎包尾而回。賽後經香港賽馬會研訊後，蔡明紹被裁定違反香港賽馬會賽事規例第99(2)及(6)條，因涉及未有於整場賽事中採取一切合理而又可容許的措施，確保給予坐騎十足爭勝機會，或取得最佳名次，故決定重罰他停賽九個賽馬日，至4月6日方可復賽。
2月20日在香港金盃策騎加州萬里，在忽視的情況下，在直路先等待魔法幻影等馬，然後再尋找適當的空位後上，結果在直路後勁凌厲，奪得第一個香港一級賽冠軍。
復出後的蔡明紹取得頭馬，在5月1日舉行的二級賽短途錦標，策騎「萬事佳」擊敗了香港馬王「蓮華生輝」。接著在同日舉行的愛彼錶女皇盃中，策騎加州萬里跑第二而回。5月22日策騎加州萬里角逐新加坡航空國際盃，在新加坡成為了大熱門，不過起步後外疊蝕位，蔡明紹選擇在轉彎時領放，馬匹在直路乏力，結果以第八名完成，告東尼以及馬主都批評蔡明紹的策騎方式。
在6月26日因用鞭問題被罰停賽，7月1日是蔡明紹馬季最終一天比賽，但沒有頭馬進帳，結果以43場頭馬完成第三個馬季，在騎師榜位列第五位。

#### 2011/2012年度馬季
蔡明紹季初憑大家勝利取得新馬季首場勝利，接著在跑馬地賽事中憑咁都得一放到底取得了好開始。之後在沙田錦標策騎加州萬里，取得季內第一場分級賽勝利。然後再憑加州萬里勝出香港盃，成為首位香港賽馬會培訓的騎師在香港勝出國際一級賽。在4月22日蔡明紹憑甜爆攻下澳門三級賽新葡京盃，是蔡明紹在香港策騎以來首場外地勝利。結果他當季贏得44場頭馬，在騎師榜位列第五位。

#### 2012/2013年度馬季
蔡明紹在因為獲邀參與識價盃的關係，季前的暑假展開英國客串之旅，並獲得侯耀誠馬房支持，在第二天，憑Red Expoler取得第一場頭馬，其後再憑Desert Strike勝出另一場賽事。在客串期間參戰騎師賽識價盃為世界隊出戰，在最初三場賽事取得亞軍，最後在尾關憑名士（Mince）取得勝利，為世界隊奪得總冠軍之餘，並以45分奪得銀馬鞍獎。
同年策騎加州萬里勝出馬會盃後，再次勝出香港盃，為同賽事史上首名衛冕的騎師（同馬亦是首匹衛冕馬），國際賽事日完成時，以17場頭馬（第四名）進入後半季。在後半季，策騎告東尼馬房加州萬里角逐三冠大賽。其中該駒於董事盃力騎下跑獲一席季軍，但在香港金盃大敗而回。於最後一關香港冠軍暨遮打盃中，抽中較內檔，在鞍上人力策下擊敗兩匹本地長途佳駟多名利及威利加數奪標。結果他當季贏得57場頭馬，在騎師榜位列第三位，是他在港從騎生涯頭馬數字最多的一季。
2012年12月22日，蔡明紹憑策騎賀賢馬房的「鄉村活力」，勝出個人在港發展以來的第100場頭馬。

#### 2013/2014年度馬季
2013年12月26日，蔡明紹於跑馬地馬場第五場賽事憑策騎「迎風飄揚」勝出其在港第250場頭馬，使他日後在一般讓磅賽事不獲讓磅優惠。
他當季贏得38場頭馬，在騎師榜位列第七位。

#### 2014/2015年度馬季
由於何澤堯、梁家俊、楊明綸的冒起，加上季中曾經因傷缺陣，使得蔡明紹當季頭馬數字大幅下滑，只贏得16場頭馬。

#### 2015/2016年度馬季
在2015/16馬季，而停只出賽一個月贏了兩場便因受傷賽。在10月1日沙田賽事第一場開跑前，坐騎「隆鳳捌叁」入閘後後足豎立，導致蔡明紹右膝韌帶受傷。因此暫停策騎數月休養至2016年2月中才恢復策騎。
2016年3月23日的跑馬地夜賽，蔡明紹復出後首度贏馬，結果憑蔡約翰馬房「勁豐裕」、胡森馬房「開心旅程」取得頭馬進帳。
2016年6月26日，蔡明紹憑策騎告東尼馬房的「有醒」，勝出個人在港發展以來的第300場頭馬。
2016年7月1日的沙田七一回歸紀念日賽事（第一場新馬1200米比賽）中，蔡明紹策騎的「巴基之星」一直墮後包尾，但在最後突然急起直追，更於最後超越所有馬匹封冠，使事件廣為傳頌。

#### 2016/2017年度馬季
蔡明紹當季只贏得9場頭馬，而其中一匹為「巴基之星」。

#### 2017/2018年度馬季
蔡明紹當季贏得19場頭馬。在本港馬季完結後，轉往澳門短暫發展。

#### 2018/2019年度馬季
2019年3月23日，蔡明紹憑策騎高伯新馬房的「雪戰神駒」勝出從化馬場首場賽事：2019從化馬場速度馬術比賽的香港賽馬會盃。

#### 2019/2020年度馬季
2019年12月11日，蔡明紹憑策騎姚本輝馬房的「隨我來」勝出四班瑞典盃，贏得個人在港發展以來的第400場頭馬。
2020年5月3日，蔡明紹憑策騎約翰摩亞馬房的「任我行」勝出三級賽皇太后紀念盃，事隔四年多後再在港勝出級制賽。

#### 2020/2021年度馬季
2021年4月25日，蔡明紹於沙田馬場憑策騎文家良馬房的「無敵勇士」擊敗莫雷拉大熱門座騎「勝得威風」，贏得個人在港第400場頭馬勝仗，是現役勝出最多頭馬的華將騎師。

#### 2021/2022年度馬季
2021年9月26日，蔡明紹於沙田馬場憑策騎告東尼馬房的「二郎」以24倍冷門身分勝出三級賽慶典盃，贏得季內首項級制賽錦標。
2021年10月10日，蔡明紹於沙田馬場大發神威，先後憑策騎「勇晉大師」、「印鈔工廠」及「金莊令」勝出，且全日其餘五匹坐騎均入前四名，最終以48分封騎師王。
2022年3月16日，蔡明紹於跑馬地馬場尾場賽事憑策騎大衛希斯馬房的「赤馬雄風」勝出，追平鄭雨滇在港436場頭馬的華將紀錄外，其季內頭馬亦增至30場，正式超越何澤堯，暫時成為季內成績最佳的華將。
2022年5月22日，蔡明紹憑策騎告東尼馬房的「電路九號」，勝出個人在港發展以來的第450場頭馬。
2021/2022年度馬季，蔡明紹越戰越勇，合共勝出55場頭馬，成為季內贏得最多頭馬的本地培訓香港騎師，首度榮膺告東尼獎。

#### 2022/2023年度馬季
2022年11月30日，蔡明紹於跑馬地馬場先後憑策騎「特醒」、「加州得力」及「駿馬風采」勝出，以42分封騎師王。
2023年5月24日，蔡明紹憑策騎羅富全馬房的「紅衣火旺」勝出，贏得個人第500場頭馬，成為繼何澤堯後，第二位突破500大關的華人騎師。
2023年5月31日，蔡明紹憑策騎文家良馬房的「電源之駒」勝出三班蘇特恩盃，取得在港從騎第500場頭馬。

## 涉襲擊司機及刑毀事件
2013年6月10日，正值停賽期蔡明紹參加完馬會員工的派對後，乘座旅遊巴士返歸，但因為與司機在禁區下車發生爭執，繼而口角，警方最後拘捕蔡明紹與未結婚妻子等三人，蔡明紹及後保釋。2014年7月16日被裁定一項刑事毀壞罪名成立，並被判罰款三千港元。香港賽馬會紀律小組，以就蔡明紹作出對香港特區賽馬的良好聲譽有所損害的行為，因而違反賽事規例第155（3）條判罰款一萬港元。

## 家庭狀況
2014年1月3日，蔡明紹與衛文娟結婚，並於同年6月30日誕下女兒Jessica Chadwick，2018年10月31日誕下兒子Maverick Chadwick。

## 個人生活
2009年馬季開始前，一次過拔掉四隻智慧齒，導致有一段時間未能參與操練馬匹。

## 主要勝出賽事
香港
- 香港金盃 - (1) - 加州萬里 (2011)
- 香港盃 - (2) - 加州萬里 (2011、2012)
- 香港冠軍暨遮打盃 - (1) - 加州萬里 (2013)

- 短途錦標 - (1) - 萬事佳 (2011)
- 沙田錦標 - (1) - 加州萬里 (2011)
- 馬會盃 - (1) - 加州萬里 (2012)

- 國慶盃 - (1) - 再領風騷 (2009)
- 華商會挑戰盃 - (1) - 再領風騷 (2010)
- 皇太后紀念盃 - (3) - 威利旺旺 (2011)、任我行 (2020)、當年情 (2024)
- 沙田銀瓶 - (1) - 幸福指數 (2016)
- 慶典盃 - (1) - 二郎 (2021)
- 獅子山錦標 - (1) - 和平波 (2025)

- 其士盃 - (1) - 締造美麗 (2009)
- 跑馬地錦標 - (1) - 威利多多 (2009)
- 樂聲盃 - (3) - 加州萬里 (2010)、美麗之星 (2014)、二郎 (2020)
- 中華游樂會挑戰盃 - (1) - 將男 (2013)
- 香港特區行政長官盃 - (1) - 豪逸 (2015)
- 賀年盃 - (1) - 美麗笑容 (2021)

- 香港賽馬會社群盃 - (1) - 怪獸都市 (2018)

 澳門
- 新葡京盃 - (1) - 甜爆 (2012)

 中國
- 香港賽馬會盃 - (1) - 雪戰神駒 (2019)

### 其他主要賽駒
- 帝聖龍駒（短途錦標亞軍）
- 駿綵（皇太后紀念盃季軍）
- 聖法理（澳港盃亞軍）
- 無敵神駒（一班賽勝利）
- 總統之光（香港經典盃亞軍）
- 威利加數（皇太后紀念盃亞軍）
- 喜蓮標緻（冠軍一哩賽亞軍）
- 仁者荃心（洋紫荊短途錦標亞軍、主席短途獎亞軍）
- 幸福分享（百週年紀念銀瓶季軍）
- 喜蓮騏星（精英碟亞軍）
- 玫瑰金（澳門打吡大賽季軍）
- 巴基之星（首仗新馬賽即勝及插班三班即勝的馬匹，並在沙田草地1200米錄得的最快末段時間(21'22")及沙田草地1400米錄得的第二快末段時間(21'44")）

## 成就
- 香港冠軍見習騎師 - (1) - (2008-2009年度馬季)
- 識價盃銀馬鞍獎（英语：Shergar Cup#Past winners） - (1) - (2012年)
- 告東尼獎  - (1) - (2021-2022年度馬季)

## 在港策騎成績
| 年度        | 冠 | 亞 | 季 | 殿 | 第五 | 出賽次數 | 所贏獎金（港元） | 備註                                  |
| ----------- | -- | -- | -- | -- | ---- | -------- | ---------------- | ------------------------------------- |
| 2008 - 2009 | 43 | 33 | 26 | 31 | 25   | 281      | $ 30,907,500     | 策騎首季 (殿軍及香港冠軍見習騎師得主) |
| 2009 - 2010 | 48 | 38 | 40 | 46 | 35   | 485      | $ 41,717,487     | 第2季 (殿軍)                          |
| 2010 - 2011 | 43 | 28 | 41 | 37 | 33   | 438      | $ 41,449,875     | 第3季                                 |
| 2011 - 2012 | 44 | 46 | 48 | 31 | 46   | 491      | $ 52,380,337     | 第4季                                 |
| 2012 - 2013 | 57 | 41 | 40 | 39 | 31   | 484      | $ 69,928,500     | 第5季 (季軍)                          |
| 2013 - 2014 | 38 | 35 | 34 | 43 | 31   | 494      | $ 37,834,875     | 第6季                                 |
| 2014 - 2015 | 16 | 33 | 20 | 34 | 37   | 386      | $ 23,983,962     | 第7季                                 |
| 2015 - 2016 | 12 | 17 | 17 | 22 | 22   | 285      | $ 17,407,000     | 第8季                                 |
| 2016 - 2017 | 9  | 21 | 22 | 22 | 30   | 302      | $ 18,403,225     | 第9季                                 |
| 2017 - 2018 | 19 | 32 | 20 | 35 | 36   | 386      | $ 28,801,650     | 第10季                                |
| 2018 - 2019 | 22 | 38 | 44 | 35 | 48   | 482      | $ 35,920,975     | 第11季                                |
| 2019 - 2020 | 24 | 41 | 42 | 33 | 44   | 510      | $ 48,535,922.50  | 第12季                                |
| 2020 - 2021 | 31 | 24 | 35 | 41 | 44   | 458      | $ 49,846,000     | 第13季                                |
| 2021 - 2022 | 55 | 55 | 53 | 64 | 56   | 628      | $ 87,606,100     | 第14季 (殿軍及告東尼獎得主)           |
| 2022 - 2023 | 43 | 44 | 45 | 37 | 54   | 557      | $ 68,452,657.50  | 第15季                                |
| 2023 - 2024 | 26 | 43 | 41 | 41 | 39   | 518      | $ 49,008,750     | 第16季                                |
| 2024 - 2025 | 35 | 41 | 51 | 38 | 44   | 576      | $ 63,578,738     | 第17季                                |
| 總計        |    |    |    |    |      |          |                  |                                       |

## 在港策騎資料
|                | 日期           | 賽事                              | 場地 | 馬場     | 馬名     | 練馬師 | 名次 | 獨贏賠率 |
| -------------- | -------------- | --------------------------------- | ---- | -------- | -------- | ------ | ---- | -------- |
| 初出賽         | 2008年12月20日 | 第四班 - 1600米                   | 草地 | 沙田馬場 | 稻庭烏冬 | 告東尼 | 3    | 10       |
| 首勝利         | 2008年12月20日 | 第二班 - 1400米                   | 草地 | 沙田馬場 | 威利來   | 告東尼 | 1    | 10       |
| 級際賽初出賽   | 2009年5月1日   | 三級賽 - 2400米（皇太后紀念盃）   | 草地 | 沙田馬場 | 真龍船   | 告東尼 | 10   | 13       |
| 級際賽首勝利   | 2009年10月1日  | 三級賽 - 1400米（國慶盃）         | 草地 | 沙田馬場 | 再領風騷 | 告東尼 | 1    | 3.6      |
| 一級賽初出賽   | 2010年2月28日  | 一級賽 - 2000米（香港金盃）       | 草地 | 沙田馬場 | 羅馬     | 告東尼 | 9    | 79       |
| 一級賽首勝利   | 2011年2月27日  | 一級賽 - 2000米（香港金盃）       | 草地 | 沙田馬場 | 加州萬里 | 告東尼 | 1    | 31       |
| 四歲系列初出賽 | 2010年1月24日  | 一級賽 - 1600米（香港經典一哩賽） | 草地 | 沙田馬場 | 快人快語 | 告東尼 | 7    | 76       |
| 四歲系列首勝利 | —              | —                                 | —    | —        | —        | —      | —    | —        |

## 外部連結
- 騎師資料 蔡明紹 （页面存档备份，存于）